# Świeradów-Zdrój
Świeradów-Zdrój este un oraș în Polonia.

## Clasamente internaționale
- www.swieradow-zdroj.com